# 坂出市番の州球場

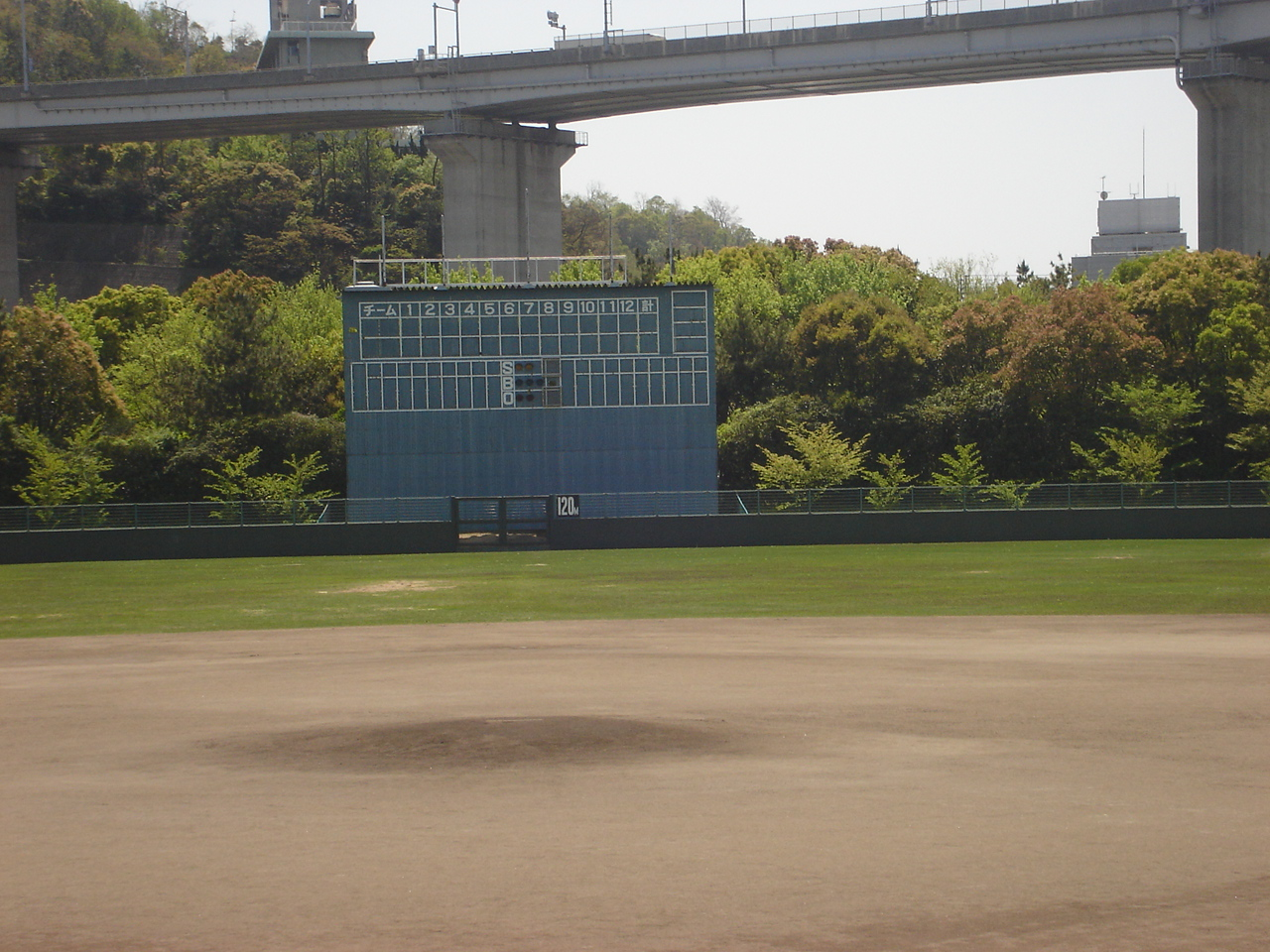
グラウンドとスコアボード

坂出市番の州球場（さかいでしばんのすきゅうじょう）は、香川県坂出市の番の州公園内にある野球場。主に軟式野球、ソフトボールの試合に使われている。

## 概要
1977年に番の州公園内に開設。1998年には照明設備が増設された。
かつてはプロ野球2軍戦が行われていたが、ファウルボール等の安全対策不備、観客用駐車場不足などプロ野球の試合をするための規格を満たしておらず、現在プロ野球の試合を行うことができない。

## 施設概要
- 両翼：90m、中堅：120m
- 内野：土、外野：天然芝
- 収容人員：約2,000人（内外野：芝生席）
- スコアボード：パネル式
- ナイター設備6基（内野1,000ルクス・外野500ルクス）

## 使用大会
- 日本女子ソフトボールリーグ1部（2000年）
- 第25回全国高等学校女子ソフトボール選抜大会（2007年3月）

## 交通機関
- 最寄りのインターチェンジ：瀬戸中央自動車道　坂出北インターチェンジ（本州方面からのみ）または坂出インターチェンジ